# Barichneumon lucipetens
Barichneumon lucipetens är en stekelart som beskrevs av Per Abraham Roman 1935. Barichneumon lucipetens ingår i släktet Barichneumon och familjen brokparasitsteklar. Inga underarter finns listade.